# Station Szlachta
Station Szlachta is een spoorwegstation in de Poolse plaats Szlachta.